# 方應恆
方應恆，中國湖南巴陵人，中國清朝官員。
方應恆於1797年接替遇昌，於台灣擔任台灣府海防兼南路理番同知。品等為正五品的該官職隸屬於台灣府，主管全台灣船政治安業務及台灣南路之台灣原住民事務，相當於副知府。嘉庆六年(1801年)，接替景文任漳州府知府一职，嘉庆九年(1804年)由景敏接任。